# П'ять сімей
П'ять кланів (сімей) — п'ять найбільших і найвпливовіших «сімей» італо-американської мафії, що «контролюють» Нью-Йорк. До них належать «сім'ї»: Бонанно (попередня назва до 1960-х років - Маранцано), Гамбіно (раніше - Мангано), Дженовезе (раніше - Лучіано), Коломбо (або Профачи, за ім'ям Джозефа «Дону Пеппіно» Профачи — одного з босів, який довгий час керував «сім'єю») і Луччезе (попередня назва - Гальяно).
За пропозицією Лакі Лучано, ці п'ять сімей заснували Комісію — раду, яка розмежовує «зони впливу» між «сім'ями» і в цілому управляє діяльністю мафії в США.
Босами «сімей», що діють станом на 2018 рік є:
- Бонанно — Майкл «Ніс» Манкузо (англ. Michael "the Nose" Mancuso) (з 2013 року), фактично керує справами Томас ДіФіоре (Thomas DiFiore);
- Гамбіно — Франческо «Франк» Калі (Francesco "Frank" Calì) (з 2015 року);
- Дженовезе — Ліборіо «Барні» Белломо (Liborio "Barney" Bellomo) (з 2016 року);
- Коломбо — Кармайн «Змія» Персіко (Carmine "The Snake" Persico) (з 1973 року), фактично керує сім'єю його син Альфонс Персіко (Alphonse Persico);
- Луккезе — Віктор Амусо (Victor Amuso) (з 1987 року), фактично керує справами Стівен Крея (Steven Crea).

Клан Коломбо був відомий як Профачі, але на початку шестидесятих змінив свою назву після певних вдалих ходів. Колишній "хрещений батько" Джо Массіно хотів перейменувати клан Бонанно в Массіно, але на заваді став арешт Джо.

## П'ять кланів в культурі
- У книжці «Хрещений батько» та однойменному фільмі Нью-Йорк «контролюють» також п'ять кримінальних «сімей», проте в порівнянні зі своїми реальними прототипами вони носять інші імена: Корлеоне, Татталья, Барцині, Кунео і Страччі.

- У серіалі «Клан Сопрано» кримінальна «сім'я» ДіМео з Нью-Джерсі має ділові зв'язки з «сім'єю» Лупертацці з Брукліна — однієї з вигаданих «п'яти сімей» Нью-Йорка, прототипом якої в реальності є «сім'я» або Гамбіно, або Дженовезе.